# Accession
Le principe d'accession (ou droit d'accession) est l'extension légale du droit de propriété sur une chose mobilière ou immobilière, à tout ce qu'elle produit et tout ce qui s'incorpore à elle, soit naturellement soit artificiellement. Le concept découle de l'accessio du droit romain. Le droit civil distingue entre l'accession immobilière et l'accession mobilière.
Remarque : En biologie, le terme “accession” est utilisé pour désigner une variété ou une souche d’une espèce (végétale le plus souvent) qui a été collectée à un endroit spécifique et à un moment spécifique.

## Droit français
Il est présent dans le code civil français à l'article 546 du Code civil dont les termes sont : « La propriété d'une chose soit mobilière, soit immobilière, donne droit sur tout ce qu'elle produit, et sur ce qui s'y unit accessoirement soit naturellement, soit artificiellement. Ce droit s'appelle droit d'accession ».

## Droit québécois
L'article 948 du Code civil du Québec contient une règle équivalente à l'article 546 du code civil français : « La propriété d’un bien donne droit à ce qu’il produit et à ce qui s’y unit, de façon naturelle ou artificielle, dès l’union. Ce droit se nomme droit d’accession ». Les articles 954-970 C.c.Q. traitent de l'accession immobilière et distinguent entre l'accession artificielle et l'accession naturelle, tandis que les articles 971-975 C.c.Q. traitent de l'accession mobilière.

## Droit romain antique
Accessio est un concept du droit de la propriété romain antique qui définissait la propriété d'une chose (un objet ou un ouvrage) en relation avec une autre (un autre objet ou un autre ouvrage); une chose est considérée comme la  principale, et l'autre est considérée comme une accession ou un ajout à elle. En général, le propriétaire de l’objet principal, quel qu’il soit, est également devenu propriétaire de l’accession. Accessio n'était pas une règle spécifique, mais un principe avec un certain nombre de cas particuliers qui avaient leurs propres directives pour la détermination de la propriété.

## Common law
En common law, l'accession est « une doctrine ayant principalement pour but de résoudre des litiges dans lesquels un ou des biens meubles sont attachés, par ex. quand la peinture de A est appliquée à la voiture de B. [...] Le titre d'un des biens meubles est subsumé dans l'autre ».